# Stankowizna (Mińsk Mazowiecki)
Stankowizna – dawna wieś, obszar funkcjonalno-przestrzenny i leśnictwo w Mińsku Mazowieckim.

## Wieś
Wieś obejmowała nie tylko ulicę Stankowizna. Na Stankowiźnie zlokalizowano stadion Miejskiego Ośrodka Sportu i Rekreacji znajdujący się na równoległej ul. Sportowej. Na tej samej ulicy znajduje się leśnictwo.

## Obszar funkcjonalno-przestrzenny
Obszar ten jest znacznie większy niż możliwy zasięg wsi. Ciągnie się on wzdłuż lasów leśnictwa Stankowizna. Obejmuje przy tym część Kędzieraku.
Jest to typowa dzielnica przemysłowa. Poza zakładami wytwórczymi znajduje się tu także kilkadziesiąt bloków mieszkalnych i zabudowa jednorodzinna.
Z ważniejszych obiektów należy wymienić:
- kaplica i budowany kościół św. Jana Chrzciciela
- zabytkowa willa dr. Jana Huberta z pocz. XX w.
- stadion Miejskiego Ośrodka Sportu i Rekreacji
- ZNTK „Mińsk Mazowiecki”
- Fabryka Urządzeń Dźwigowych (dawniej zakłady Rudzkiego)
- stacja kolejowa
- Nadleśnictwo Mińsk
- Leśnictwo Stankowizna
- Szkoła Podstawowa nr 6
- Zespół Szkół Zawodowych nr 2 im. Powstańców Warszawy